# 1467-es busz
Az 1467-es jelzésű autóbusz egy országos autóbuszjárat volt, ami Szolnokot kötötte össze Hatvannal.
Útvonalának hossza 86,7 km, menetideje Hatvan felé 2 óra 1 perc, Szolnok felé 2 óra volt.
Munkanapokon egy járatpár szállította az utasokat.
A 2024. augusztus 17-ei menetrend módosításokkal a Volánbusz megszüntette az autóbuszvonalat. A járatok átkerültek a 3617-es busz menetrendi mezőjébe.

## Megállóhelyei
| 0  | Szolnok, autóbusz-állomás végállomás   | 39 | 3, 10, 10A, 12, 12A, 15, 20, 21, 21A, 22, 22A, 23, 23A, 24, 24A, 25, 25A, 32, 33, 35, 36, 44 532, 533, 534, 538, 553 1077, 1377, 1464, 1466, 1468, 1469, 1515, 1517, 1518 4600, 4601, 4602, 4603, 4605, 4606, 4607, 4608, 4609, 4610, 4611, 4612, 4613, 4614, 4616, 4617, 4618, 4619, 4620, 4621, 4622, 4623, 4630, 4632 |
| ∫  | Szolnok, McDonalds Étterem             | 38 | 3, 10, 10A, 12, 12A, 15, 20, 21, 21A, 22, 22A, 23, 23A, 24, 24A, 25, 25A, 32, 34B, 35, 36, 44 1466 4600, 4601, 4603 |
| 1  | Szolnok, TIGÁZ                         | 37 | 10, 10A, 12, 12A, 20, 21, 21A, 22, 22A, 23, 23A, 23E, 24, 24A, 25, 25A, 36 1466, 1469, 1515 4600, 4601, 4602, 4603 |
| 2  | Szolnok, Szoltisz                      | 36 | 10, 10A, 12, 12A, 31 1466, 1469, 1515 4600, 4601, 4602, 4603 |
| 3  | Zagyvarékasi útelágazás                | 35 | 1469, 1515 4600, 4601, 4603 |
| 4  | Újszász, Zagyva-híd                    | 34 | 1466, 1469, 1515 4601, 4602, 4603, 4660 |
| 5  | Szászberek, Kossuth út                 | 33 | 1466, 1469, 1515 4601, 4602, 4603, 4660 |
| 6  | Szászberek, akkumulátor gyár           | 32 | 1466, 1469 4601, 4602, 4660 |
| 7  | Szászberek, vasúti megállóhely         | 31 | 1469 4601, 4602, 4660 személyvonat |
| 8  | Jászalsószentgyörgy, községháza        | 30 | 1078, 1466, 1469, 1515 4601, 4602, 4659, 4660, 4662 |
| 9  | Jánoshida, Túláti elágazás             | 29 | 1466, 1469, 1515 4601, 4602, 4660, 4662, 4663 |
| 10 | Alattyán, községháza                   | 28 | 1078, 1466, 1469, 1515 4601, 4602, 4660, 4662, 4663 |
| 11 | Pusztamizsei elágazás                  | 27 | 1466, 1469, 1515 4601, 4602, 4660, 4662, 4663 |
| 12 | Jásztelek, községháza                  | 26 | 1078, 1466, 1469, 1515 4601, 4602, 4660, 4662, 4663 |
| 13 | Jászberény, kórház II.                 | 25 | 1, 2A 1515 4655, 4662, 4663 |
| 14 | Jászberény, autóbusz-állomás           | 24 | 1, 2A 498, 499, 503, 523 1070, 1075, 1076, 1077, 1078, 1348, 1362, 1376, 1443, 1466, 1469, 1515 3443, 3667, 3671, 4601, 4602, 4650, 4651, 4653, 4654, 4655, 4659, 4660, 4662, 4663, 4681, 4685, 4686 |
| 15 | Jászberény, Nádor utca                 | 23 | 1 4651, 4681, 4685, 4686 |
| 16 | Jászberény, Túzok utca                 | 22 | 1 1077, 1078, 1348, 1469 3667, 3671, 4602, 4650, 4651, 4681, 4685, 4686 |
| 17 | Jászberény, Gyöngyösi út               | 21 | 1 1469 3667, 3671, 4602, 4650, 4651, 4681, 4685, 4686 |
| 18 | Radiátorgyár                           | 20 | 1077, 1078 4651, 4681, 4685, 4686 |
| 19 | Sorompó                                | 19 | 1 1076, 1077 4651, 4681, 4685, 4686 |
| 20 | Pusztamonostor, Kun utca               | 18 | 4651, 4681, 4685, 4686 |
| 21 | Pusztamonostor, községháza             | 17 | 1076, 1077, 1078 4651, 4681, 4685, 4686 |
| 22 | Pusztamonostor, művelődési ház         | 16 | 4681, 4685, 4686 |
| 23 | Jászfényszarui elágazás                | 15 | 4681, 4685, 4686 |
| 24 | Jászfényszaru, Samsung                 | 14 | 1076, 1077, 1078 4681, 4685, 4686 |
| 25 | Jászfényszaru, Wesselényi utca         | 13 | 441, 442, 444, 4681, 4685, 4686 |
| 26 | Jászfényszaru, külső iskola            | 12 | 414, 441, 442, 444 1076, 1077, 1078 4681, 4685, 4686 |
| 27 | Jászfényszaru, 101. számú ABC          | 11 | 414, 441, 442, 444 1076, 1077 4681, 4685, 4686 |
| 28 | Jászfényszaru, autóbusz-váróterem      | 10 | 414, 441, 442, 444 1076, 1077, 1078 4681, 4685, 4686 |
| 29 | Jászfényszaru, 101. számú ABC          | 9  | 414, 441, 442, 444 1076, 1077 444, 4681, 4685, 4686 |
| 30 | Jászfényszaru, külső iskola            | 8  | 414, 441, 442, 444 1076, 1077, 1078 4681, 4685, 4686 |
| 31 | Jászfényszaru, Wesselényi utca         | 7  | 441, 442, 444, 4681, 4685, 4686 |
| 32 | Jászfényszaru, Samsung                 | 6  | 1076, 1077, 1078 4681, 4685, 4686 |
| 33 | Jászfényszarui elágazás                | 5  | 4681, 4685, 4686 |
| 34 | Jászfényszaru vasútállomás bejárati út | 4  | 4681, 4686 |
| 35 | Hatvan, Vásártér                       | 3  | 1063 3612, 4681 |
| 36 | Hatvan, Horváth Mihály út              | 2  | 1039, 1040, 1063, 1427 3448, 3604, 3610, 3612, 3675, 3679, 4681 |
| 37 | Hatvan, Kossuth tér                    | 1  | 1037, 1039, 1040, 1063, 1427 3448, 3600, 3601, 3604, 3605, 3607, 3610, 3612, 3640, 3652, 3675, 3678, 3679, 4681 |
| 38 | Hatvan, autóbusz-pályaudvar végállomás | 0  | 348, 406, 407, 409, 410, 412, 414 1037, 1039, 1040, 1063, 1306, 1427 3448, 3600, 3601, 3602, 3604, 3605, 3607, 3610, 3612, 3622, 3624, 3626, 3640, 3641, 3652, 3675, 3678, 4681, 4686 |